# Stefan Ilić (Fußballspieler)
Stefan Ilić (* 6. Juli 2002 in Ulm) ist ein deutscher Fußballspieler.

## Karriere
Nach seinen Anfängen in der Jugend des SV Offenhausen und des TSV Neu-Ulm wechselte er im Sommer 2015 in die Jugendabteilung des SSV Ulm 1846. Für seinen Verein bestritt er 25 Spiele in der B-Junioren-Bundesliga und 15 Spiele in der A-Junioren-Bundesliga, bei denen ihm ein Tor gelang. Im Sommer 2020 wechselte er in die Jugendabteilung des SC Freiburg. Für seinen Verein kam er in der A-Junioren-Bundesliga bis zum Saisonabbruch in Folge der COVID-19-Pandemie auf drei Spiele mit einem Torerfolg. In der darauffolgenden Saison wurde er in den Kader des SC Freiburg II in der 3. Liga aufgenommen, fiel mit einem Kreuzbandriss allerdings fast die ganze Saison aus und kam erst am letzten Spieltag der 3. Liga-Saison 2021/22 zu seinem ersten Einsatz im Profibereich, als er beim 1:1-Heimunentschieden gegen den 1. FC Saarbrücken in der 90. Spielminute für Patrick Kammerbauer eingewechselt wurde. Am 20. Juni 2022 kündigte der Regionalligist SSV Ulm 1846 seinen Wechsel ab Saison 2022/23 zurück nach Ulm an.
Nach dem Aufstieg seiner Mannschaft in die 3. Liga wechselte im Sommer 2023 zum Oberligisten SSV Reutlingen 05.

## Erfolge
- Meister der Regionalliga Südwest und Aufstieg in die 3. Liga: 2023